# Tartessops antecedens
Tartessops antecedens är en insektsart som beskrevs av Walker 1870. Tartessops antecedens ingår i släktet Tartessops och familjen dvärgstritar. Inga underarter finns listade i Catalogue of Life.